# Websters Crossing (Nueva York)
Websters Crossing es un lugar designado por el censo ubicado en el condado de Livingston en el estado estadounidense de Nueva York. En el año 2010 tenía una población de 69 habitantes.

## Geografía
Websters Crossing se encuentra ubicado en las coordenadas 42°39′57.94″N 77°38′12.45″O / 42.6660944, -77.6367917.